# Le Voyage de la famille Bourrichon
Le Voyage de la famille Bourrichon è un cortometraggio muto francese di Georges Méliès realizzato nel 1913. Questo è l'ultimo film diretto da Georges Méliès.
Il film è basato su una musica di Eugène Labiche.
È un film a quadri.
Il film fu creduto perso nel 2000, successivamente, nel 2008, è stato riscoperto in un DVD contenente una selezione di film di Georges Méliès.

## Trama
Inseguita dai debitori, la famiglia Bourrichon decide di fuggire. Fanno uno straziante viaggio in treno e trascorrono una notte in una locanda infestata prima di essere catturati e dover pagare i loro debiti.